# Jaroszlava Hartyányi
Jaroszlava Hartyányi (maďarsky Hartyányi Jaroszlava, ukrajinsky Ярослава Хортяні ; * 6. červenec 1958, Vovkivci) je maďarská pedagožka, publicistka a veřejně známá osobnost ukrajinské národnosti. Mezi lety 2014 a 2018 byla historicky první ukrajinskou menšinovou přímluvčí v maďarském Zemském sněmu. 

## Biografie
Narodila se roku 1958 v obci Vovkivci v Ternopilské oblasti v západní části Ukrajinské SSR v tehdejším Sovětském svazu. V roce 1976 odmaturovala, čímž získala kvalifikaci v oboru v lidová kultura a choreografie. Nejprve pracovala v Ukrajinské SSR, ale v roce 1979 se přestěhovala do tehdejší Maďarské lidové republiky, kde do roku 1981 studovala maďarský jazyk a literaturu na Nemzetközi Előkészítő Intézet.
V maďarském veřejném školství začala pracovat roku 1983, nejprve na Střední odborné škole Tivadara Puskáse v Budapešti, poté od roku 1985 na Střední škole Kláry Leövey. Mezitím v roce 1987 získala středoškolský učitelský titul z historie a v roce 1990 také z ruštiny a ukrajinštiny.
Po pádu komunismu v roce 1989 se stala vůdčí osobností veřejného života ukrajinské menšiny v Maďarsku. V roce 1991 byla jedním ze zakládajících členů Ukrajinského kulturního spolku v Maďarsku (maďarsky Magyarországi Ukrán Kulturális Egyesület), přičemž roku 1993 byla zvolena její předsedkyní.
Na základě výsledků komunálních voleb roku 1998 se stala předsedkyní ukrajinské menšinové samosprávy v budapešťském IX. obvodu Ferencváros a v roce 1999 i předsedkyní Ukrajinské zemské menšinové samosprávy v Maďarsku (UOÖ).
V roce 2005 navíc převzala i vedení Evropského kongresu Ukrajinců a od roku 2008 byla zvolena jedním z místopředsedů Světového ukrajinského kongresu.
V parlamentních volbách roku 2014 byla lídryní menšinové kandidátní listiny ukrajinské samosprávy UOÖ. Stala se tak historicky první ukrajinskou menšinovou přímluvčí v maďarském Zemském sněmu. Z tohoto důvodu rezignovala na post předsedkyně UOÖ. 
V parlamentních volbách v roce 2018 obsadila 3. místo na kandidátní listině UOÖ. Její nástupkyní na postu parlamentní menšinové přímluvčí se stala Brigitta Szuperák. 

## Soukromý život
Žíje v Budapešti. Je vdaná, jejím manželem je Nandor Hortiani. Jejich dcera Nicoletta (* 1980) je zahraniční redaktorkou ukrajinských televizních programů.

## Dílo
- HARTYÁNYI, Jaroszlava. Az elrejtett igazság. Budapest: Magyarországi Ukrán Kulturális Egyesület, 2004. 268 s. ISBN 963-217-333-3. (maďarsky)
- In: HARTYÁNYI, Jaroszlava. Az ártatlan áldozatok emlékére. Budapest: Magyarországi Ukrán Országos Önkormányzat, 2007. ISBN 978-963-06-3642-1. (maďarsky)

## Ocenění
- Ukrajina: Řád kněžny Olgy – III. třída (2001)[3]
- Ukrajina: Řád kněžny Olgy – II. třída (2006)[3]
- Ukrajina: Řád kněžny Olgy – I. třída (2009)[3]
- Ukrajina: Jubilejní medaile k 25. výročí nezávislosti Ukrajiny (2016)
- Církevní řád Krista Spasitele